# Motocross of Nations
Das Motocross of Nations (MXoN) ist eine von der FIM seit 1947 ausgetragene Veranstaltungsserie im Motocross. Das Event dient als Mannschaftsmeisterschaft und wird einmal jährlich an wechselnden Orten und in verschiedenen Ländern mit mehreren Läufen an einem Wochenende ausgetragen. Die siegreiche Nation wird durch Punktvergabe ermittelt. Das MXoN wird ergänzend zur Motocross-Weltmeisterschaft ausgetragen.

## Motocross-of-Nations-Gewinner
| Jahr | Ort                  | Siegreiches Team                     | Siegreiche Fahrer                                                          |
| ---- | -------------------- | ------------------------------------ | -------------------------------------------------------------------------- |
| 1947 | Wassenaar            | Großbritannien                       | Bill Nicholson / Bob Ray / Fred Rist                                       |
| 1948 | Spa-Francorchamps    | Belgien                              | Marcel Cox / Nic Jansen / André Milhoux                                    |
| 1949 | Brands Hatch         | Großbritannien                       | Harold Lines / Bob Manns / Ian Soovell                                     |
| 1950 | Värnamo-Skillingaryd | Großbritannien                       | John Draper / Basil Hall / Harold Lines                                    |
| 1951 | Namur                | Belgien                              | Jansen / Leloup / Meunier                                                  |
| 1952 | Brands Hatch         | Großbritannien                       | Les Archer jr. / Brian Stonebridge / Geoff Ward                            |
| 1953 | Värnamo-Skillingaryd | Großbritannien                       | Les Archer jr. / John Draper / Geoff Ward                                  |
| 1954 | Norg                 | Großbritannien                       | Curtis / Brian Stonebridge / Geoff Ward                                    |
| 1955 | Randers              | Schweden                             | Lars Gustavsson / Sten Lundin / Bill Nilsson                               |
| 1956 | Namur                | Großbritannien                       | John Draper / Jeff Smith / Geoff Ward                                      |
| 1957 | Brands Hatch         | Großbritannien                       | Curtis / Martin / Jeff Smith                                               |
| 1958 | Knutstorp            | Schweden                             | Lars Gustavsson / Ove Lundell / Bill Nilsson                               |
| 1959 | Namur                | Großbritannien                       | John Draper / Rickman / Jeff Smith                                         |
| 1960 | Cassel               | Großbritannien                       | Curtis / Rickman / Jeff Smith                                              |
| 1961 | Schijndel            | Schweden                             | Ove Lundell / Bill Nilsson / Rolf Tibblin                                  |
| 1962 | Wohlen               | Schweden                             | Jan Johansson / Ove Lundell / Rolf Tibblin                                 |
| 1963 | Knutstorp            | Großbritannien                       | Burton / Don Rickman / Derek Rickman                                       |
| 1964 | Hawkstone Park       | Großbritannien                       | Don Rickman / Derek Rickman / Jeff Smith                                   |
| 1965 | Namur                | Großbritannien                       | Arthur Lampkin / Vic Eastwood / Jeff Smith                                 |
| 1966 | Rémalard             | Großbritannien                       | Dave Bickers / Vic Eastwood / Derek Rickman                                |
| 1967 | Markelo              | Großbritannien                       | Dave Bickers / Vic Eastwood / Jeff Smith                                   |
| 1968 | Chișinău             | Sowjetunion                          | Arnis Angers / Evgeni Petushkov / Vladimir Pogrebniak / Leonid Shinkarenko |
| 1969 | Farleigh Castle      | Belgien                              | Roger De Coster / Sylvain Geboers / Joël Robert / Jef Teeuwissen           |
| 1970 | Maggiora             | Schweden                             | Bengt Aberg / Christer Hammargren / Ake Jonsson / Arne Kring               |
| 1971 | Vannes               | Schweden                             | Bengt Aberg / Christer Hammargren / Ake Jonsson / Olle Petersson           |
| 1972 | Norg                 | Belgien                              | Roger De Coster / Rene Van de Vorst / Jaak van Velthoven                   |
| 1973 | Wohlen               | Belgien                              | Roger De Coster / Sylvain Geboers / René Heeren / Jaak van Velthoven       |
| 1974 | Stockholm            | Schweden                             | Bengt Aberg / Hakan Andersson / Ake Jonsson / Arne Kring                   |
| 1975 | Sedlčany             | Tschechoslowakei                     | Bavorovský / Churavý / Naváček / Velký                                     |
| 1976 | Sint Anthonis        | Belgien                              | Roger De Coster / Harry Everts / Gaston Rahier / Jaak van Velthoven        |
| 1977 | Cognac               | Belgien                              | Roger De Coster / André Malherbe / Jean-Paul Mingles / Jaak van Velthoven  |
| 1978 | Gaildorf             | Sowjetunion                          | Kavinov / Khudiakov / Korneev / Gennadi Moissejew                          |
| 1979 | Stockholm            | Belgien                              | Roger De Coster / Harry Everts / André Malherbe / Ivan Van Den Broek       |
| 1980 | Farleigh Castle      | Belgien                              | Georges Jobé / André Malherbe / Ivan Van Den Broek / André Vromans         |
| 1981 | Bielstein            | USA                                  | Donnie Hansen / Danny LaPorte / Johnny O’Mara / Chuck Sun                  |
| 1982 | Wohlen               | USA                                  | David Bailey / Danny Chandler / Jim Gibson / Johnny O’Mara                 |
| 1983 | Angreau              | USA                                  | David Bailey / Mark Barnett / Broc Glover / Jeff Ward                      |
| 1984 | Vantaa               | USA                                  | David Bailey / Rick Johnson / Johnny O’Mara / Jeff Ward                    |
| 1985 | Gaildorf             | USA                                  | David Bailey / Ron Lechien / Jeff Ward                                     |
| 1986 | Maggiora             | USA                                  | David Bailey / Rick Johnson / Johnny O’Mara                                |
| 1987 | Unadilla             | USA                                  | Bob Hannah / Rick Johnson / Jeff Ward                                      |
| 1988 | Villars-sous-Écot    | USA                                  | Rick Johnson / Ron Lechien / Jeff Ward                                     |
| 1989 | Gaildorf             | USA                                  | Mike Kiedrowski / Jeff Stanton / Jeff Ward                                 |
| 1990 | Vimmerby             | USA                                  | Damon Bradshaw / Jeff Stanton / Jeff Ward                                  |
| 1991 | Valkenswaard         | USA                                  | Damon Bradshaw / Mike Kiedrowski / Jeff Stanton                            |
| 1992 | Manjimup             | USA                                  | Jeff Emig / Mike LaRocco / Billy Liles                                     |
| 1993 | Schwanenstadt        | USA                                  | Jeff Emig / Mike Kiedrowski / Jeremy McGrath                               |
| 1994 | Roggenburg           | Großbritannien                       | Rob Herring / Paul Malin / Kurt Nicoll                                     |
| 1995 | Sverepec             | Belgien                              | Marnicq Bervoets / Stefan Everts / Joël Smets                              |
| 1996 | Jerez de la Frontera | USA                                  | Jeff Emig / Steve Lamson / Jeremy McGrath                                  |
| 1997 | Nismes               | Belgien                              | Marnicq Bervoets / Stefan Everts / Joël Smets                              |
| 1998 | Foxhills             | Belgien                              | Marnicq Bervoets / Patrick Caps / Stefan Everts                            |
| 1999 | Indaiatuba           | Italien                              | Andrea Bartolini / Alessio Chiodi / Claudio Federici                       |
| 2000 | Saint-Jean-d'Angély  | USA                                  | Ricky Carmichael / Ryan Hughes / Travis Pastrana                           |
| 2001 | Namur                | Frankreich                           | Yves Demaria / Luigi Seguy / David Vuillemin                               |
| 2002 | Bellpuig             | Italien                              | Andrea Bartolini / Alessio Chiodi / Alessandro Puzar                       |
| 2003 | Zolder               | Belgien                              | Stefan Everts / Steve Ramon / Joël Smets                                   |
| 2004 | Lierop               | Belgien                              | Stefan Everts / Steve Ramon / Kevin Strijbos                               |
| 2005 | Ernée                | USA                                  | Ricky Carmichael / Kevin Windham / Ivan Tedesco                            |
| 2006 | Matterley Basin      | USA                                  | James Stewart / Ryan Villopoto / Ivan Tedesco                              |
| 2007 | Budds Creek          | USA                                  | Ricky Carmichael / Ryan Villopoto / Tim Ferry                              |
| 2008 | Donington Park       | USA                                  | James Stewart / Ryan Villopoto / Tim Ferry                                 |
| 2009 | Franciacorta         | USA                                  | Ryan Dungey / Jake Weimer / Ivan Tedesco                                   |
| 2010 | Lakewood             | USA                                  | Ryan Dungey / Trey Canard / Andrew Short                                   |
| 2011 | Saint-Jean-d'Angély  | USA                                  | Ryan Dungey / Blake Baggett / Ryan Villopoto                               |
| 2012 | Lommel               | Deutschland                          | Maximilian Nagl / Ken Roczen / Marcus Schiffer                             |
| 2013 | Teutschenthal        | Belgien                              | Ken De Dycker / Jeremy Van Horebeek / Clément Desalle                      |
| 2014 | Ķegums               | Frankreich                           | Gautier Paulin / Dylan Ferrandis / Steven Frossard                         |
| 2015 | Ernée                | Frankreich                           | Gautier Paulin / Marvin Musquin / Romain Febvre                            |
| 2016 | Maggiora             | Frankreich                           | Gautier Paulin / Benoît Paturel / Romain Febvre                            |
| 2017 | Matterley Basin      | Frankreich                           | Gautier Paulin / Christophe Charlier / Romain Febvre                       |
| 2018 | Red Bud              | Frankreich                           | Gautier Paulin / Dylan Ferrandis / Jordi Tixier                            |
| 2019 | Assen                | Niederlande                          | Jeffrey Herlings / Calvin Vlaanderen / Glenn Coldenhoff                    |
| 2020 | Ernée                | Abgesagt wegen der COVID-19-Pandemie | Abgesagt wegen der COVID-19-Pandemie                                       |
| 2021 | Mantua               | Italien                              | Antonio Cairoli / Alessandro Lupino / Mattia Guadagnini                    |
| 2022 | Red Bud              | USA                                  | Eli Tomac / Justin Cooper / Chase Sexton                                   |
| 2023 | Ernée                | Frankreich                           | Romain Febvre / Maxime Renaux / Tom Vialle                                 |
| 2024 | Matterley Basin      | Australien                           | Jett Lawrence / Hunter Lawrence / Kyle Webster                             |